# Älibek Böleşev
Älibek Böleşev (in kazako Әлібек Бөлешев?, in russo Алибек Бахтиярович Булешев?, Alibek Bachtijarovič Bulešev; Taldıqorğan, 9 aprile 1981) è un calciatore kazako, attaccante dell'Oqjetpes.